# Тути фрути
Тути фрути (на италиански: tutti i frutti – „всички плодове“; също изписван с тире тути-фрути) са гама от колоритни сладкарски и захарни изделия, съдържащи различни нарязани и обикновено захаросани плодове или изкуствен или естествен аромат, симулиращ комбинирания вкус на много различни плодове. Той е най-прочут в западните страни извън Италия под формата на сладолед.
Плодовете, използвани за сладолед тути фрути, включват череши, диня, стафиди и ананас, често подсилени с ядки. В Холандия тути фрути (tutti frutti, tuttifrutti) е компот от сушени плодове, сервиран като десерт или гарнитура към месно ястие.
В Белгия тути фрути често се разглежда като десерт. Обикновено съдържа комбинация от стафиди, касис, кайсии, сини сливи, фурми и смокини.
В Съединените щати тути фрути може да се отнася и за плодове, напоени с бренди или други спиртни напитки, или дори за плодове, ферментирали в течност, съдържаща захар и дрожди.
На индийски английски тути фрути обикновено се отнася до захаросана сурова папая. Това често са малки нарязани кубчета, често ярко оцветени. Най-често срещаният цвят е червеният, предлага се и в зелено и жълто. Те се използват в различни хлебни изделия, включително торти, млечни хлябове, бисквити, dilkush (сладък хляб) и хлебчета. Тути фрути се използва и в студени десерти като гарнитура за сладолед и мелби.

## История
Сладоледът тути фрути се сервира от поне 160 години, както се появява в менюто за вечеря от 1860 г. в Англия.